# 엄수정
엄수정(1973년 6월 15일 ~ )은 대한민국의 배우이다. 1996년 SBS 6기 공채 탤런트로 데뷔하였다.

## 학력
- 서울송전초등학교 졸업
- 방이중학교 졸업
- 서울예술고등학교 졸업
- 숙명여자대학교 무용과

## 연기 활동

### 드라마
- 1996년 SBS 일요아침드라마 《오장군》 ... 오나영 역
- 2000년 KBS2 단막극 《부부클리닉 사랑과 전쟁 - 백년 손님》 ... 호숙 역
- 2003년 SBS 단막극 《오픈드라마 남과 여 - 일탈》 ... 정연 역
- 2003년 MBC 단막극 《베스트극장 - 착한 당신》 ... 지현 역
- 2003년 KBS2 단막극 《드라마시티 - 불면증에게》 ... 지수 역
- 2004년 KBS2 수목드라마 《꽃보다 아름다워》 ... 희영 역
- 2004년 KBS2 단막극 《드라마시티 - 겨울 이야기》 ... 형미 역
- 2004년 MBC 단막극 《베스트극장 - 겨울 하느님께》 ... 효진 역
- 2004년 SBS 미니시리즈 《2004 인간시장》 ... 명숙 역
- 2004년 KBS2 단막극 《드라마시티 - 종이 비행기》 ... 주희 역
- 2004년 KBS2 단막극 《드라마시티 - Dr. 러브》 ... 소희 역
- 2004년 KBS2 단막극 《드라마시티 - 잔혹동화》 ... 채영 역
- 2005년 MBC 아침드라마 《김약국의 딸들》 ... 김용숙 역
- 2005년 SBS 미니시리즈 《루루공주》 ... 추 대리 역
- 2005년 KBS1 단막극 《HDTV 문학관 - 누가 커트 코베인을 죽였는가?》 ... 고수진 역
- 2006년 KBS2 미니시리즈 《굿바이 솔로》 ... 임지수 역
- 2006년 MBC 단막극 《베스트극장 - 국물, 있습니다》 ... 허마리 역
- 2007년 MBC 미니시리즈 《신 현모양처》 ... 이연실 역
- 2008년 MBC 주말연속극 《내 생애 마지막 스캔들》 ... 안유정 역
- 2010년 MBC 주말연속극 《욕망의 불꽃》 ... 양인숙 역 (특별출연)
- 2011년 MBC 월화드라마 《빛과 그림자》 ... 윤 마담 역
- 2013년 KBS2 월화드라마 《굿 닥터》 ... 민 교수 역
- 2014년 MBC 수목드라마 《앙큼한 돌싱녀》 ... 차정우의 누나 역
- 2014년 SBS 월화드라마 《닥터 이방인》 ... 민수지 역
- 2014년 tvN 월화드라마 《마이 시크릿 호텔》 ... 양경희 역
- 2015년 tvN 월화드라마 《신분을 숨겨라》 ... 박민영 검사 역 (특별출연)
- 2016년 tvN 금토드라마 《굿 와이프》 ... 지은 역
- 2016년 JTBC 금토드라마 《솔로몬의 위증》 ... 민석 모 역
- 2017년 OCN 주말드라마 《듀얼》 ... 한유라 역
- 2021년 KBS1 일일연속극 《국가대표 와이프》 ... 마갑순 역

### 영화
- 2003년 《오! 브라더스》 ... 여선생 역
- 2004년 《여자는 남자의 미래다》 ... 요가녀 역
- 2005년 《파송송 계란탁》 ... 재희 역
- 2007년 《허브》 ... 포장 선생님 역
- 2007년 《경의선》 ... 선배 여자강사 역
- 2007년 《내 생애 최악의 남자》 ... 경진 역
- 2007년 《바르게 살자》 ... 한소영 역
- 2013년 《완전 소중한 사랑》 ... 세영 역